# Рационализация после покупки
Рационализация после покупки (англ. Post-purchase rationalization, также известно как Стокгольмский синдром покупателя) — одно из когнитивных искажений, выражающееся в том, что покупатель дорогого продукта или услуги после покупки склонен искать рациональные аргументы и убеждать себя, что покупка стоила своих денег. Является частным случаем искажения в восприятии сделанного выбора.
Дорогие покупки часто связаны с долгим процессом выбора и оценки покупаемого товара или услуги, и покупатели часто отказываются признать, что их решение о покупке было спонтанным или под влиянием эмоций.
Оправдывание покупателем приобретённого товара нашло своё отражение в народной мудрости: «Покупатель дома похвалит, а купец — в лавке».

## Пример
Например, покупатель не может выбрать, какую из двух игровых консолей ему стоит приобрести, однако в итоге его выбор склоняется в сторону той, которая имеется у его знакомых. После покупки обнаруживается, что для выбранной консоли, в отличие от другой, имеется не так много игр, ради которых её стоило покупать, однако покупатель не хочет признавать свой ошибочный выбор и пытается убедить себя и знакомых, что его выбор был правильным и мнение потребителя лучше, чем всеобщее мнение.